# Shuja-ud-Daula

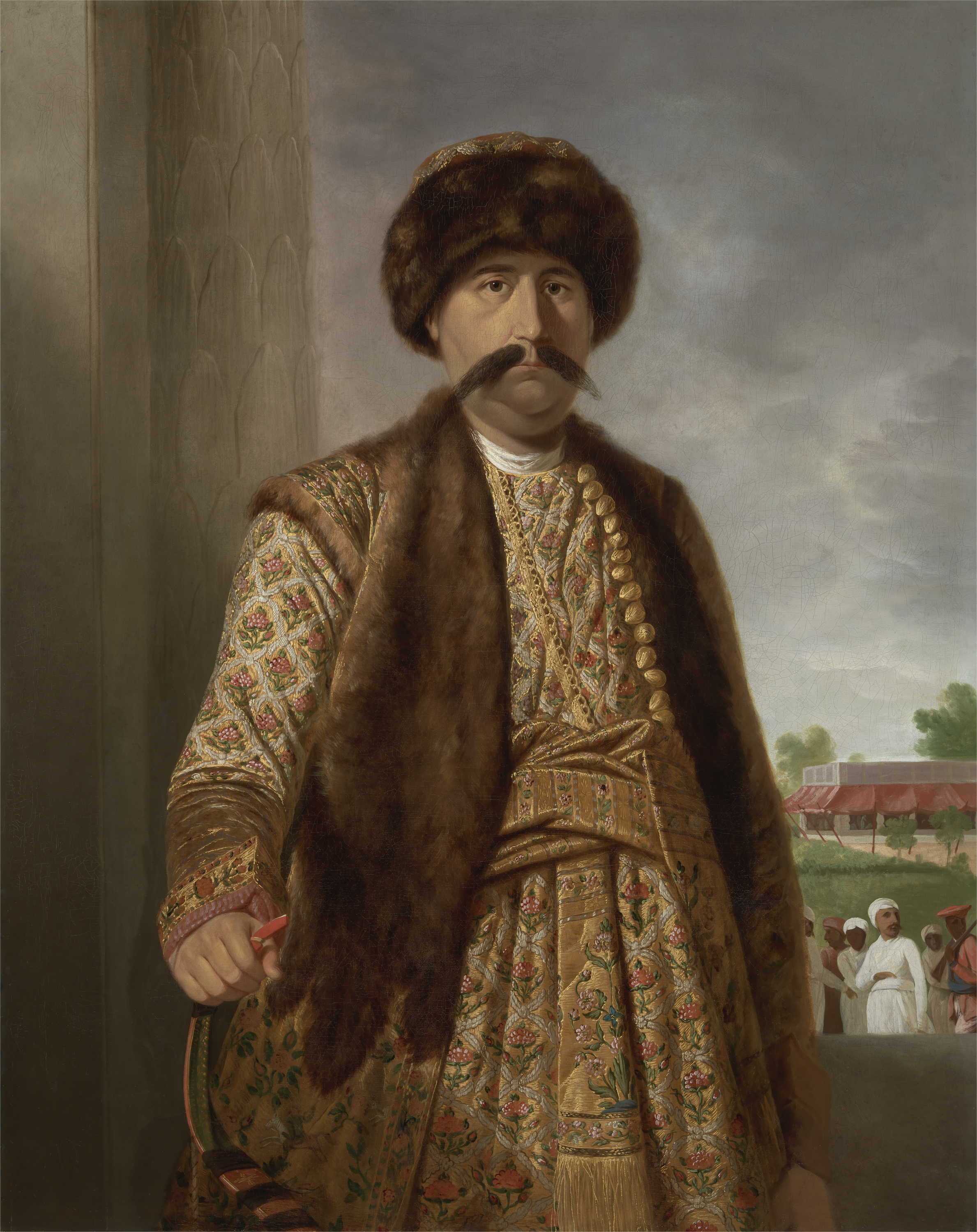
Shuja-ud-Daula, detail van een olieverfschilderij door Tilly Kettle, 1772.

Shuja-ud-Daula (Urdu: شجاع الدولہ) (Delhi, 19 januari 1732 - Faizabad, 26 januari 1775) was de derde nawab (vorst) van Avadh, een vorstenstaat in het noorden van Voor-Indië. Hij was de opvolger van zijn vader Safdar Jung en regeerde vanaf 1754 tot zijn dood. Shuja-ud-Daula diende daarnaast als vizier aan het hof van Mogolkeizer Shah Alam II, voor wie hij de troon veilig stelde door de Maratha's te verslaan in de Derde Slag bij Panipat (1761). Hij steunde Mir Qasim, de nawab van Bengalen, in diens strijd tegen de Britten. De Britten versloegen beide nawabs in de Slag bij Buxar (1764). De daarop getekende vrede gaf de Britten grote politieke en economische macht over het noorden van India. Shuja-ud-Daula mocht zijn titel en hofhouding behouden maar werd gedwongen een groot deel van zijn gebied aan de Britten af te staan en een Britse resident aan zijn hof te dulden.

## Levensloop
Shuja-ud-Daula werd geboren in de haveli van Dara Shikoh in Delhi, waar zijn vader zijn optrek had genomen. Zijn vader en grootvader waren invloedrijke Perzische hovelingen aan het hof van de Mogols, die van de provincie Avadh hun persoonlijke machtsbasis gemaakt hadden. In 1748 benoemde Mogolkeizer Ahmad Shah Bahadur zijn vader, Safdar Jung, tot vizier. Toen Safdar Jung in 1753 stierf volgde Shuja-ud-Daula zijn vader op als nawab van Avadh, Kasjmir en Agra. Hij verleende militaire steun aan de nawab van Bengalen, Alivardi Khan, toen de Marathaleider Raghoji I Bhonsle Bengalen binnenviel.

### Rol in de Maratha-Afghaanse Oorlog
Halverwege de 18e eeuw hadden de Maratha's en Afghanen de dominante rol van de Mogols op het politieke toneel van India overgenomen. Beide probeerden door gewapende conflicten of intriges het Mogolhof naar hun hand te zetten. Een hoveling die de Marathi belangen behartigde was de "mir bakshi" (minister van financiën) Imad-ul-Mulk Ghaziuddin Khan, een gezworen vijand van Shuja-ud-Daula. Imad-ul-Mulk liet keizer Ahmad Shah Bahadur in 1754 gevangennemen en blind maken, en zette een verre verwant van de keizer, Alamgir II, als zijn marionet op de troon. In 1758 vielen de Maratha's de Punjab binnen, waar ze in direct conflict kwamen met de Afghaanse koning Ahmed Shah Durrani. Deze zette in 1759 de tegenaanval in gesteund door zijn Indiase bondgenoten de Rohilla's, een groep huurlingen onder leiding van Najib Khan. De Afghanen verdreven de Maratha's uit de omgeving van Lahore en Delhi. Toen Alamgir II toenadering tot de Afghanen zocht, liet Imad-ul-Mulk hem echter uit de weg ruimen. Hij benoemde een nieuwe marionet, die als Shah Jahan III de troon besteeg. 
Begin 1760 marcheerde de Marathageneraal Sadashivrao Bhau met een enorm leger richting Delhi voor een beslissend treffen met de Afghanen. Beide partijen probeerden Shuja-ud-Daula over te halen hun kant te kiezen, want de nawab van Avadh was een belangrijke strategische partner. Shuja-ud-Daula twijfelde lang over zijn keuze, maar koos in juli uiteindelijk de zijde van de Afghanen, omdat deze net als hijzelf moslims waren (zij het van een andere stroming: Shuja was sjiiet; de Afghanen merendeels soennieten).
De zoon van Alamgir II, prins Ali Gauhar, was ondertussen naar Avadh gevlucht, waar Shuja-ud-Daula hem onderdak verleende. Ali Gauhar riep zich onder de naam Shah Alam II uit tot keizer en benoemde Shuja-ud-Daula tot vizier.
Het Marathaleger boekte aanvankelijk succes: Delhi werd ingenomen en (opnieuw) geplunderd. Tijdens de Derde Slag bij Panipat (januari 1761) werden de Maratha's echter verpletterend verslagen, waardoor er tijdelijk een einde kwam aan hun aanspraken op het noorden van India. Shah Alam II trok in zege Delhi binnen. Ook Ahmed Shah Durrani verdween al snel van het toneel, omdat de opstandige sikhs in de Punjab al zijn aandacht vergden.

### Conflict en verdrag met de Britten
De Britten hadden in 1757 na de Slag bij Plassey politieke macht over Bengalen gekregen. De nawab van Bengalen, Mir Qasim, was aanvankelijk als marionet aangesteld door de East India Company, maar keerde zich later tegen de Britten. Hij werd daarbij gesteund door Shuja-ud-Daula en de Mogolkeizer, Shah Alam II. Tijdens de Slag bij Buxar werd het leger van de nawabs en de Mogolkeizer echter verslagen door een Brits leger onder leiding van Hector Munro. Shah Alam II en Shuja-ud-Daula sloten daarop het Verdrag van Allahabad met de Britten.

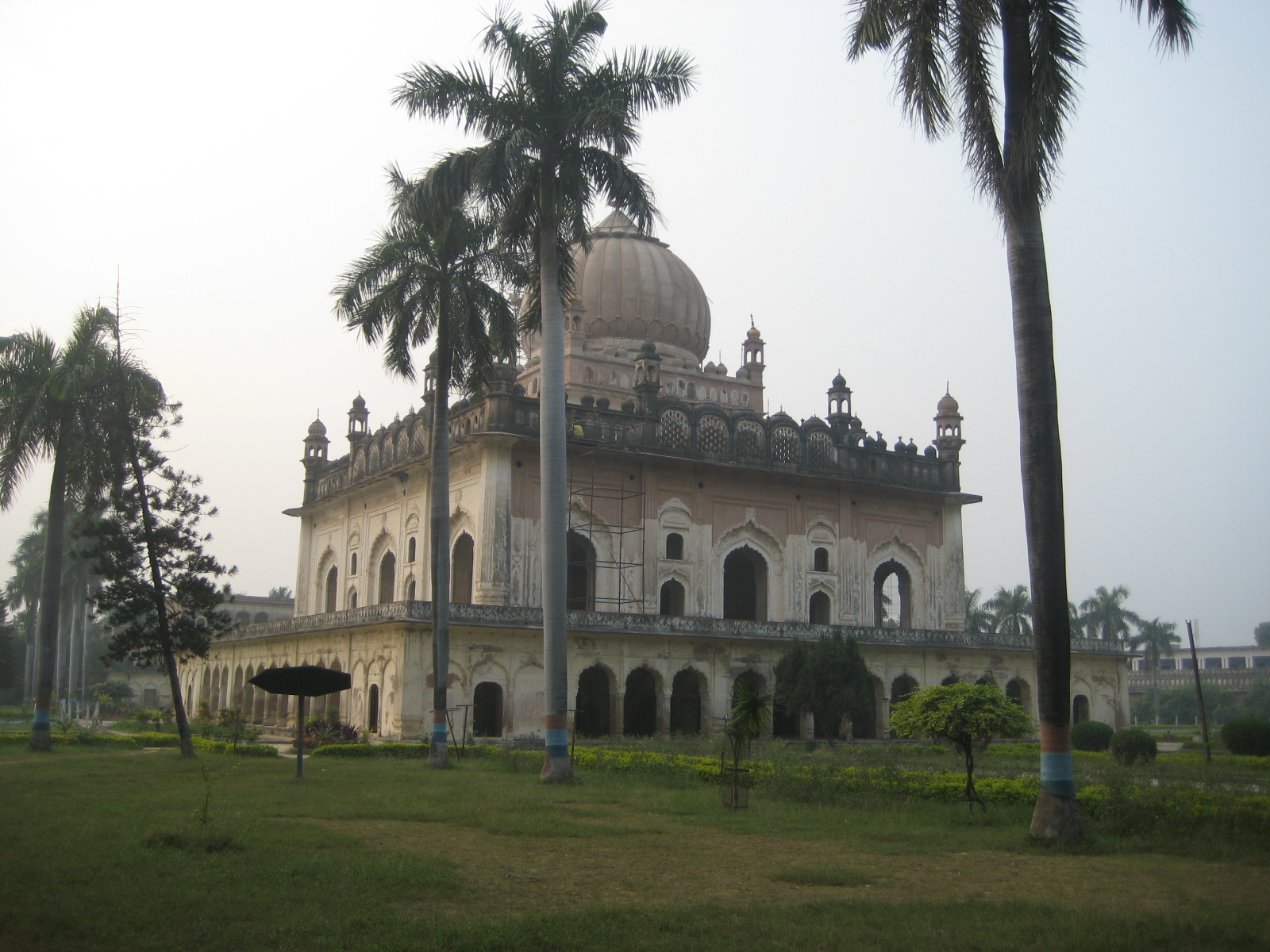
Shuja-ud-Daula's mausoleum, dat de Gulab Bari genoemd wordt, in Faizabad.

De Britten kregen het recht belasting te heffen in Bengalen, maar erkenden in ruil de Mogolkeizer als opperheer. Omdat ze verreweg de grootste militaire macht hadden, maakte dit de Britten tot de de facto heersers van Bengalen. De Britten kregen ook het recht belastingvrij te mogen handelen in Avadh en stelden residenten aan in Delhi en Faizabad. In feite werd Avadh een Britse vazalstaat. Vanwege de schuldbetalingen die Shuja-ud-Daula werden opgelegd, zag hij zich bovendien genoodzaakt Varanasi, Jaunpur, Chunar en Ghazipur aan de Britten te verkopen.
Shuja-ud-Daula stierf in 1775. Hij werd als nawab van Avadh opgevolgd door zijn zoon Asaf-ud-Daula.